# Мала шева
Мала шева (лат. Calandrella brachydactyla) је мала птица певачица. Тренутни научни назив потиче из старогрчког језика. Име рода, Calandrella, је деминутив од kalandros, велике шеве (Melanocorypha calandra), а brachydactila потиче од brakhus, „кратак“, и daktulos, „прст“.
Мала шева се гнезди у јужној Европи, северозападној Африци и широм Палеарктика од Турске и јужне Русије до Монголије. Током миграције формирају велика, збијена јата која се крећу усклађено; када нису у миграцији формирају расута јата.

## Таксономија
Малу шеву је описао немачки природњак Јохан Лајслер 1814. године и дао јој биномно име Alauda brachydactila. Ова шева се сада сврстава у род Calandrella који је утврдио други немачки природњак, Јохан Јакоб Кауп, 1829. године. Специфични епитет brachydactyla потиче од старогрчког βραχυδακτυλος brakhudaktulos „краткопрсти“ од brakhus „кратак“ и daktulos „прст“.  Алтернативни назив краткопрста шева може се користити и за три друге врсте из рода Calandrella. Сајкова мала шева (Calandrella dukhunensis) раније се сматрала подврстом мале шеве (као Calandrella brachydactyla dukhunensis) све док је није раздвојила IOC 2016. године. Раније су неки ауторитети сматрали да је црвенокапа шева (Calandrella cinerea) или конспецифична или подврста (као Calandrella brachydactyla cinerea) мале шеве.

### Подврсте
Препознато је седам подврста:
- Calandrella brachydactyla brachydactyla Европска мала шева (Leisler, 1814) - Налази се у јужној Европи, на медитеранским острвима и у северозападној Африци
- Calandrella brachydactyla hungarica Мађарска мала шева (Horváth, 1956) - Налази се у Мађарској и северној Србији
- Calandrella brachydactyla rubiginosa Северноафричка мала шева (Fromholz, 1913) - Налази се у северној Африци
- Calandrella brachydactyla woltersi Биреландска mala шева (Kumerloeve, 1969) - Јужна Турска (Амик Голу, Газијантеп, Биречик) и северозападна Сирија
- Calandrella brachydactyla hermonensis Левантска мала шева (Tristram, 1865) - Налази се од јужне Турске и Сирије до североисточног Египта.
- Calandrella brachydactyla artemisiana Транскавкаска мала шева (Bankovski, 1913) - Мала Азија, Кавказ, Закавказје, источни Ирак и југозападни и северни Иран; можда је ова подврста у централној и источној Арабији; зимује углавном у југозападној Азији
- Calandrella brachydactyla longipennis Степска мала шева (Eversmann, 1848) - Украјина, Северни Кавказ и Иран од источне до западне Монголије и северозападне Кине (Сињианг); зиме углавном у јужној Азији

Синтипови Calandrella hermonensis Tristram ( Proc. Zool. Soc. London, 1864, стр. 434), 3 одрасла мужјака и један младунац, чувају се у колекцији зоологије кичмењака Националних музеја Ливерпула у Светском музеју, са приступним бројевима NML-VZ T15738, NML-VZ T17770, NML-VZ T17771 и NML-VZ T17773. Узорке је сакупио каноник Хенри Бејкер Тристрам у подножју планине Хермон у Либану у јуну 1864. године. Примерци су доспели у националну колекцију Ливерпула куповином Тристрамове колекције од стране музеја 1896. године.

## Опис
Неколико подврста је именовано, али постоји значајан проток гена и сама врста је део већег комплекса. Ово је мала бледа шева, мања од пољске шеве (Alauda arvensis). Одозго је тамно пругаста, сиво-смеђе боје, а одоздо бела, и има јак, шиљат кљун који је ружичаст са сивим горњим делом кљуна. Има бледи суперцилијум, тамне мрље са сваке стране врата и тамни реп. Неке птице на западу подручја ареала имају риђкасту круну. Полови су слични. Мала шева је блеђа од сајкове мале шеве која такође има краћи кљун. Зими лете у великим и компактним јатима која се синхронизовано њишу. Мора се водити рачуна да се ова врста разликује од других сличних шева из породице Calandrella, као што је танкокљуна мала шева.
Номинална подврста се гнезди у Европи (Иберијски полуострво, Француска, Италија, Балкан и Румунија) и зимује у Африци. Подврста Calandrella brachydactyla hungarica се размножава у источним деловима Европе, док се Calandrella brachydactyla rubiginosa размножава у северозападној Африци. Подврста Calandrella brachydactyla hermonensis, понекад укључујући и Calandrella brachydactyla woltersi  се гнезди у Турској, Сирији и Египту. Подврста Calandrella brachydactyla artemisiana, коју неки сматрају синонимом за Calandrella brachydactyla longipennis  гнезди се у Малој Азији, а зимује у југозападној Азији. Подврста Calandrella brachydactyla longipennis се гнезди у Украјини, Монголији и Манџурији, а зимује у Јужној Азији углавном у сушнијој зони северозападне Индије.
Песма варира између сувог цвркутања и разноврсније и имитативније мелодије. Јата ће често летети заједно да би ујутру појила на омиљеним местима. Увече се ноће на отвореном тлу, при чему свака птица чучи у малом удубљењу направљеном у земљи.

## Распрострањеност и станиште
Све популације, осим неких најјужнијих, су миграторне, зимујући на југу до јужне ивице Сахаре и Индије. Мала шева је прилично честа луталица северне и западне Европе у пролеће и јесен. Популације које се гнезде на Иберијском полуострву зимују јужно од Сахаре у Африци. Овде преферирају обрадиво земљиште и суве пашњаке са кратким жбуњем, док синтопска танкокљуна мала шева (Alaudala rufescens) преферира сувља подручја. 
Ово је уобичајена птица сувих отворених предела и пољопривредних култура. Гнезди се на земљи, полажући два до три јаја . Храни се семенкама и инсектима, посебно током сезоне гнежђења.
У колонијалној Индији, ловили су их ради хране као виноградске стрнадице.
Мале шеве посећују делове Јужне Азије у великим јатима током зиме и понекад их привлаче кратке травнате површине дуж аеродрома и представљају ризик од судара са птицама за авионе.

## Статус
Ова врста је класификована као најмање угрожени таксон због свог широког ареала и велике популације. Иако се чини да је тренд популације у опадању, стопа опадања се не сматра довољно брзом да би оправдала статус угрожене врсте.
Процењује се да гнездећа популација у Европи броји 9.460.000-18.100.000 одраслих јединки.

## Галерија
- Јаја Calandrella brachydactyla - MHNT
- Мала шева Домбивли, Тане, Мумбај, Махараштра
- након спасавања од стране BirdLife Malta